# Effet de proximité (audio)

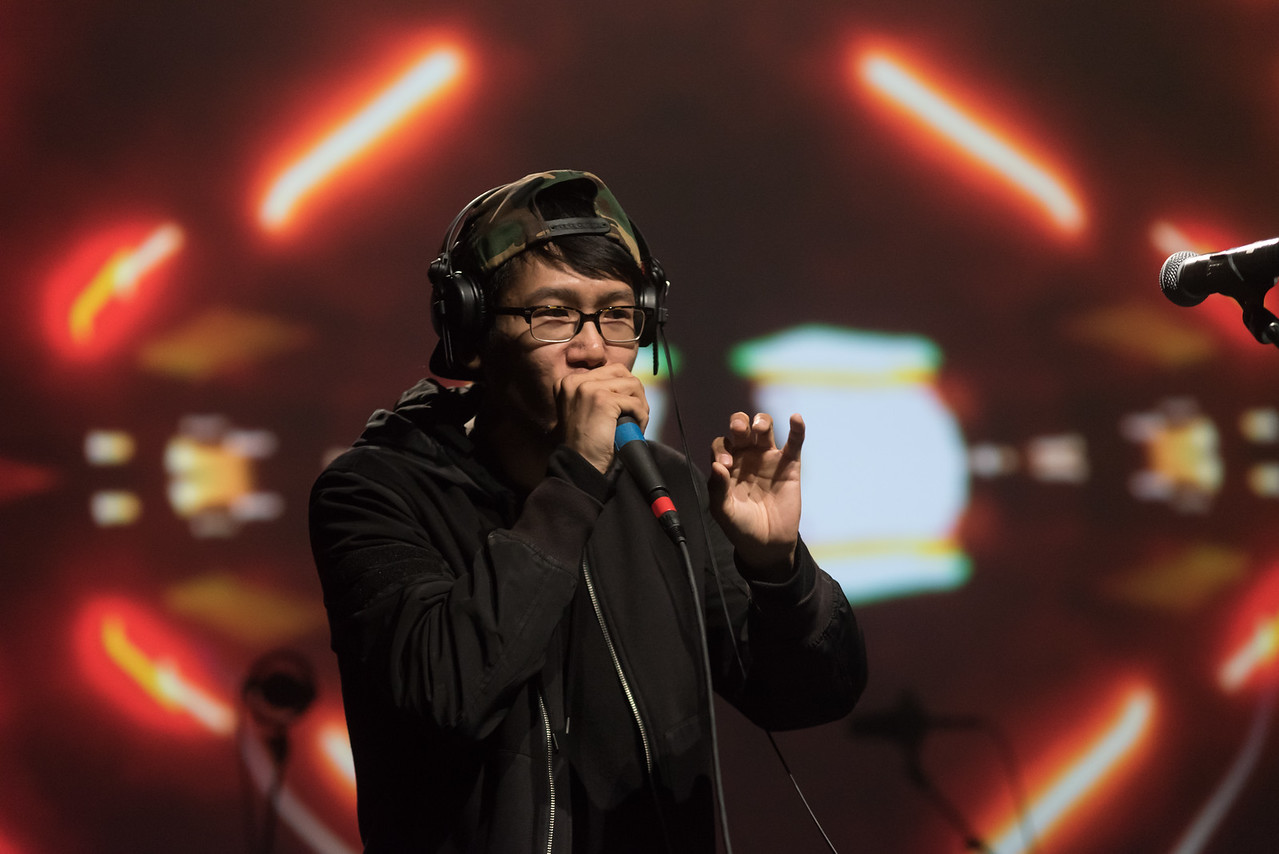
Dans le style vocal hip-hop connu sous le nom de beatboxing, les artistes tirent parti de la façon dont un microphone bien placé renforce la réponse des basses dans leurs interprétations vocales des parties de basse et de grosse caisse. Sur la photo, le beatboxer Sung Lee.

Pour les articles homonymes, voir Effet de proximité.
L'effet de proximité, en audio, est une augmentation de la réponse dans les basses ou les basses fréquences lorsqu'une source sonore est proche d'un microphone directionnel ou cardioïde,. L'effet de proximité est une modification de la réponse en fréquence d'un microphone directionnel qui se traduit par une accentuation des basses fréquences.
L'effet de proximité peut être considéré de deux manières. Dans certains contextes, les ingénieurs du son peuvent le considérer comme indésirable, et le type de microphone ou de pratique microphonique peut donc être choisi de manière à réduire l'effet de proximité. D'autre part, certains utilisateurs de microphones cherchent à utiliser intentionnellement l'effet de proximité, comme les beatboxers dans le hip-hop.

## Théorie
L'effet de proximité est une conséquence du fonctionnement des microphones directionnels. Ils amplifient la différence entre la pression de l'air à l'avant et à l'arrière du diaphragme du microphone. Pour les sources sonores situées à l'avant du microphone (dans la plage de captation), le son est amplifié parce qu'il existe une grande différence de distance entre le chemin de propagation des ondes sonores atteignant l'avant et l'arrière du diaphragme, ce qui entraîne une grande différence de phase entre les ondes sonores et, par conséquent, une grande différence de pression. Les sources sonores situées sur le côté du microphone ne sont pas reproduites avec autant de force car la différence de distance (et donc la différence de phase) est faible. La différence de phase est plus faible aux basses fréquences car les ondes sonores y sont plus longues, ce qu'un filtre d'amplification des basses compense.
Le volume n'a aucun effet sur la courbe de la forme d'onde et n'affecte donc pas l'amplification des basses. Il n'y a pas de différence si la source est plus ou moins forte, seules la distance et les fréquences affectent l'effet de proximité. Pour éliminer l'effet de proximité, le microphone directionnel peut être incliné à 90 degrés, de sorte qu'il n'y ait pas de différence d'amplitude entre l'avant et l'arrière du diaphragme.